# Mary Brant
Koñwatsi’tsiaiéñni, més coneguda com a Mary Brant (Vall del riu Ohio, 1736 - Kingston, Ontario, 1796) fou una activista iroquesa. Era mig onondaga i mig huró, però fou criada amb els mohawk (cosa habitual entre els iroquesos), i esdevingué germana de Joseph Brant. Cap al 1750 es casà amb el superintendent britànic William Johnson. La seva influència entre els iroquesos va fer que lluitessin durant la revolució amb els britànics, ja que els donaren suport contra els colons americans. Per això, el 1784, marxà com a refugiada al Canadà amb el seu germà i molts mohawk més.